# Max Comes Across
Max Comes Across (conosciuto anche come Max in America) è un cortometraggio muto del 1917 diretto da Max Linder e prodotto dalla Essanay di Chicago.

## Produzione
Il film fu prodotto dalla Essanay Film Manufacturing Company.

## Distribuzione
Distribuito dalla K-E-S-E Service, il film - un cortometraggio di 830 metri - uscì nelle sale cinematografiche USA il 18 febbraio 1917.